# Jessé Sadoc
Jessé Sadoc (Belém, 29 de julho de 1947) é um trompetista brasileiro, professor da Escola de Música Villa-Lobos e com gravações, arranjos e colaborações extensas com vários músicos eruditos e populares.
É membro da Orquestra Sinfônica do Teatro Municipal do Rio de Janeiro e é formado em música pela Universidade Federal do Rio de Janeiro.
Tocou, por tempos, nas bandas dos cantores Ed Motta, Djavan, João Donato, Guinga e João Bosco.

## Discografia
- 1977: Hot Nights In Rio - Frank Valdor
- 1978: Os Choros de Câmara - Heitor Villa-Lobos
- 1978: Chico Buarque - Chico Buarque
- 1981: Mais Doce que o Mel - Rebanhão
- 1998: Volume Dois - Titãs
- 1998: Um Círculo Mágico - Frank Solari
- 1999: Com Você... Meu Mundo Ficaria Completo - Cássia Eller
- 2000: Tanto Tempo - Bebel Gilberto
- 2001: Jobiniando - Ivan Lins
- 2001: Tanto Tempo Remixes - Bebel Gilberto
- 2001: Brazilian Breath - Daniela Spielmaan
- 2002: Auto-Fidelidade - Ritchie
- 2002: Quero Ver Você no Baile - Paula Lima
- 2002: Acústico MTV - Cidade Negra
- 2003: Gosto Tanto - Edson e Tita
- 2003: Recorded in Rio - Josee Koning apresentando Ivan Lins & Leonardo Amuedo
- 2004: Verdronken Vlinder - Josee Koning e Lennaert Nijgh
- 2004: Perto de Deus - Cidade Negra
- 2005: Nos Horizontes do Mundo - Leila Pinheiro
- 2005: Esquema Novo - Meirelles e os Copa 5
- 2005: The Tropical Lounge Project - Marcelo Salazar
- 2005: Para Chamar Tua Atenção - Ministério Unção de Deus
- 2005: Marina Elali - Marina Elali
- 2006: Pure Brazil II - Bossa 4 Two - Vários artistas
- 2006: "It's All Right" - Jim Stärk
- 2006: Daqui pra Frente - Seu Cuca
- 2006: Olha pra Mim - Toque no Altar
- 2006: Quintais - Marcos Assumpção
- 2006: Quarenta - Pascoal Meirelles
- 2006: Turn Around and Look - Jim Stärk
- 2007: Ciclos Imaginários - Sérgio Benchimol
- 2008: Um Barzinho, um Violão - Novelas Anos 70 - Vários artistas
- 2008: Labiata - Lenine
- 2010: Estática - Marcos Valle
- 2011: Chico - Chico Buarque
- 2012: O Disco do Ano - Zeca Baleiro
- 2012: Amorágio - Ivan Lins
- 2012: Got To Be Real - Ithamara Koorax
- 2013: AOR - Ed Motta
- 2015: Vidas pra Contar - Djavan